# Uropoda undulata
Uropoda undulata es una especie de arácnido del orden Mesostigmata de la familia Uropodidae.

## Distribución geográfica
Se encuentra en el norte de Europa.